# نادي سوتيسكا نيكشيتش
نادي سوتيسكا نيكشيتش لكرة القدم (Fudbalski klub Sutjeska) هو نادي كرة قدم من الجبل الأسود، تأسس سنة 1927.

## وصلات خارجية
- الموقع الرسمي